# Stary Lubotyń (village)
Pour les articles homonymes, voir Stary Lubotyń.
Stary Lubotyń (prononciation : [ˈstarɨ luˈbɔtɨɲ]) est un village polonais de la gmina de Stary Lubotyń dans le powiat d'Ostrów Mazowiecka de la voïvodie de Mazovie dans le centre-est de la Pologne.
Le village est le siège administratif (chef-lieu) de la gmina appelée gmina de Stary Lubotyń.
Il se situe à environ 15 kilomètres au nord d'Ostrów Mazowiecka (siège du powiat) et à 102 kilomètres au nord-est de Varsovie (capitale de la Pologne).

## Histoire
De 1975 à 1998, le village appartenait administrativement à la voïvodie d'Ostrołęka.